# 境水道大橋

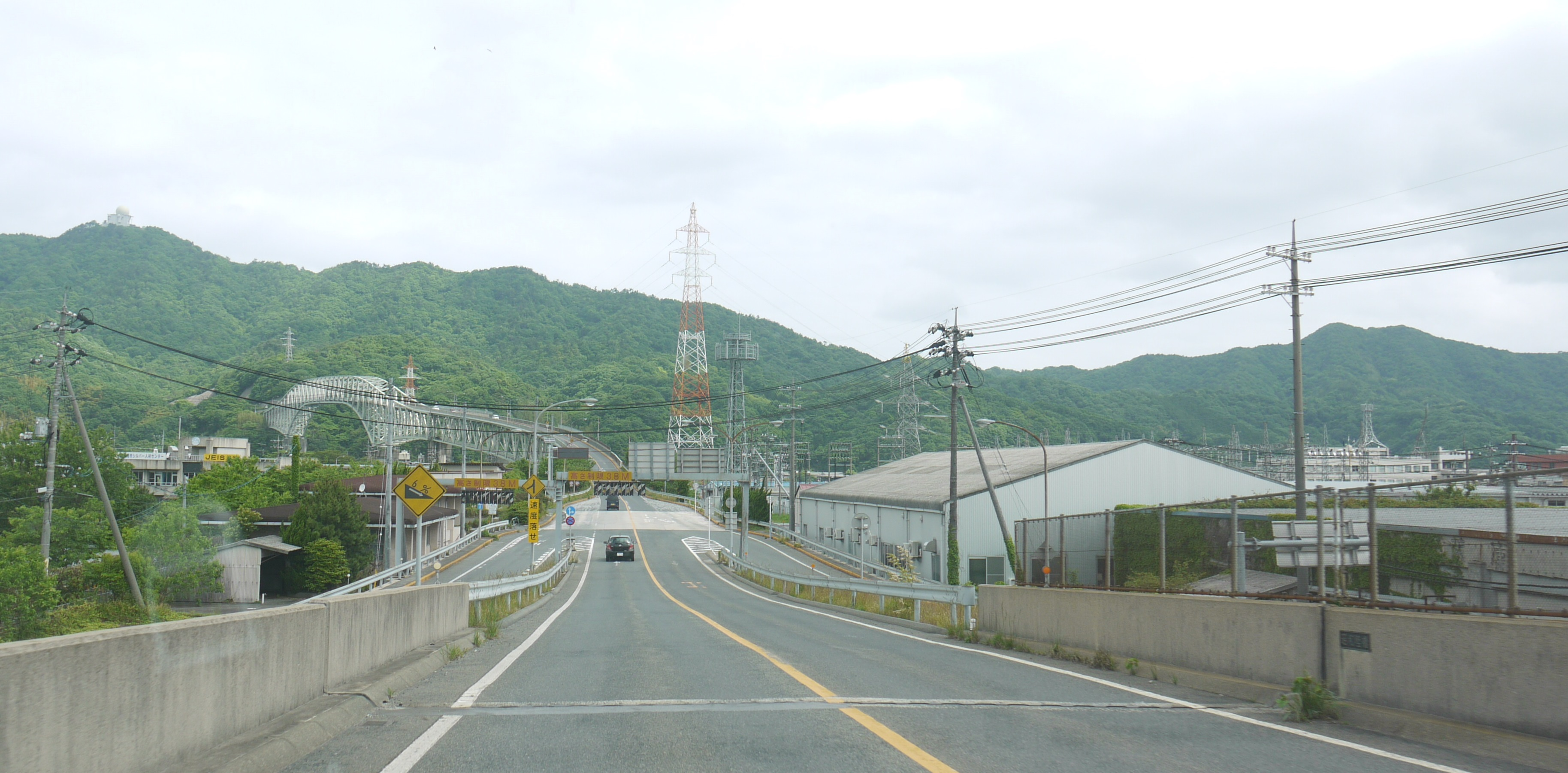
境水道大橋を走行中の様子(2010年5月)

境水道大橋（さかいすいどうおおはし）は、島根県松江市から鳥取県境港市にかけて境水道を跨ぐ国道431号の橋である。2002年まで一般有料道路であった。

## 概要
延長709mの3径間の連続トラス橋である。日本道路公団による6年間の調査検討期間と3年間の施工期間を経て1972年7月に一般有料道路として開通。竣工当時の同形式の橋としては、中国地方で最長で、全国でも5番目の長さを誇っていた。左岸の松江市側は標高約50mであるのに対し、右岸の境港市側は埋立地上のほぼ0mと、大きく地盤高の異なる両岸を結ぶ都合から左右非対称となっており、結果として上路式と下路式とを組み合わせる載荷弦となった。1972年度の土木学会田中賞作品部門を受賞している。

### 道路データ
- 起点：島根県松江市美保関町森山[1]
- 終点：鳥取県境港市岬町[1]
- 全長：433.9m[1]
- 車線数：2車線
- 制限速度：40km/h(境港側の入口は30km/h)
- 愛称：おさかな大橋（2002年7月 - ）
開通30周年を記念したイベント「大橋の絵と愛称のコンテスト」で決定した[4]。

### 過去の通行料金
1972年から2002年まで料金を徴収していた。また、軽車両も通行できるが、有料道路時代は軽車両も料金を徴収していた。
- 普通車：200円[5]

### 歩道
歩道が大変狭いが、建設時の日本道路公団の担当者によると、境水道大橋の採算が厳しいことから「設計条件を極度に切り詰めたため、歩道は省略し、将来段階施工を行うこととした。」としている。

## 歴史
1万トンの外航船が通過できるようにするという地域の要望を受け入れたため設計は難航。条件を満たすために三径間連続上下路式曲弦トラス橋という形式を採用した上で、取り付け道路部分で帳尻を合わせることとなった。この結果、境港市側は取り付け道路の部分を短くせざるを得ず、本来であれば5%程度の勾配が限度の8%に近い7.25%と急勾配となった。一方、美保関町側は取り付け道路の用地交渉が難航。結果的に1971年の開通予定が1年遅れることとなった。
境水道大橋が開通するまでは渡し船が境水道の両岸を結ぶ交通手段であったが、開通後は相次いで廃止され、2007年に境水道渡船が旅客船の運行を事実上廃止したことにより、姿を消した。

### 年表
- 1969年（昭和44年）11月
日本道路公団（当時）によって着工。
- 1972年（昭和47年）7月22日[8]
日本道路公団（当時）が管理する一般有料道路として供用開始。
- 2002年（平成14年）7月21日
料金徴収期間満了。翌22日午前0時より無料開放し、島根県および鳥取県に移管。
- 2012年（平成24年）10月16日
橋の老朽化および阪神・淡路大震災により見直された設計基準に基づき、耐震補強工事が着工される[1]。
- 2014年（平成26年）12月24日
耐震補強工事が完工する[1]。